# Nguyễn Lâm (họa sĩ)
Nguyễn Lâm (sinh 1941 tại Cần Thơ, tên khai sinh là Lâm Huỳnh Long) là một họa sĩ Việt Nam, và là một trong những thành viên đầu tiên của Hội họa sĩ trẻ Sài Gòn những năm 1970. Ông chuyên về sáng tác tranh sơn mài, từng được mời để phục họa các tác phẩm của Nguyễn Gia Trí. Những tác phẩm của Nguyễn Lâm nằm trong bộ sưu tập của Bảo tàng Mỹ thuật Việt Nam, Bảo tàng Nghệ thuật Singapore, Bảo tàng Mỹ thuật Thành phố Hồ Chí Minh cũng như trong các bộ sưu tập tư nhân khắp châu Á, châu Âu và châu Mỹ.

## Tiểu sử
Nguyễn Lâm sinh năm 1941 tại phường Tân An, quận Ninh Kiều, thị xã Cần Thơ. Ông tốt nghiệp Trường Quốc gia Cao đẳng Mỹ thuật Gia Định
khóa 1960-1965, cùng khóa với một số họa sĩ nổi tiếng khác như Hồ Hữu Thủ, Nguyễn Phước, và Đỗ Trọng Nhơn.
Năm 1961 và 1963, ông đã tham gia Triển lãm Mỹ thuật Quốc tế Lưỡng niên tại Paris. Trong giai đoạn 1963-1972, ông đã tổ chức 7 cuộc triển lãm cá nhân ở Sài Gòn và Malaysia. Từ năm 1973 đến 1975, ông làm giáo sư tại trường Quốc gia Trang trí Nghệ thuật Gia Định và một số trường khác tại Sài Gòn.
Gia đình Nguyễn Lâm thuộc nhóm hiếm hoi của Việt Nam có đến 8 họa sĩ, trong đó 6 người cùng lúc là hội viên của Hội Mỹ thuật TP.HCM và Hội Mỹ thuật Việt Nam. Nguyễn Lâm có 9 người con, 5 gái 4 trai, trong đó 6 theo nghiệp vẽ là Huyền Lam, Lâm Huỳnh Sơn, Huỳnh Lân, Lâm Huỳnh Linh, Huyền Lê, Lâm Lan. Hai người con còn lại là Lâm Huỳnh Lâm và Lâm Huyền Ly làm thợ sơn mài, còn Lâm Huyền Loan là nghệ sĩ đàn tranh
Nói về gia đình họa sĩ của mình, Nguyễn Lâm chỉ ngắn gọn: “Tôi hạnh phúc vì tất cả đều sống được bằng nghề vẽ, biết nghe lời và biết tôn trọng công việc của nhau. Không phải đứa nào cũng theo nghề vẽ ngay từ đầu, có đứa đến tuổi trung niên mới đi học vẽ, nhưng rồi cũng tìm ra được đường đi cho mình”.
Sau năm 1975, Nguyễn Lâm là một lão tướng trong làng đua xe đạp TP.HCM, ông được nhiều đồng nghiệp trẻ quý mến vì ý chí và sự hòa nhã. Họa sĩ Huyền Lam kể rằng, mỗi ngày đi tập luyện, ba được phát cho một ký thịt bò, đó là nguồn dinh dưỡng chính của cả gia đình trong những năm tháng khó khăn thời bao cấp. Không chỉ ảnh hưởng đến con cháu về chuyện vẽ tranh, mà cả chuyện tập luyện xe đạp và lối sống siêng năng, kiệm lời.
Trước khi thành họa sĩ ở tuổi trung niên, Lâm Huỳnh Sơn (sinh năm 1964) từng là cua-rơ rất nổi tiếng của Việt Nam, kiện tướng của nhiều giải thưởng. Lâm Huỳnh Lâm, Lâm Huỳnh Linh, Lâm Huyền Ly… cũng là những vận động viên đua xe đạp, có nhiều thành tích.
Trừ họa sĩ Huyền Lê đang định cư tại Mỹ, Nguyễn Lâm và con cháu hiện sống chủ yếu tại 650/2 Nguyễn Kiệm, quận Phú Nhuận và Gò Vấp, TP.HCM. Căn nhà mà Nguyễn Lâm và vợ (Nguyễn Thị Thường-đã mất 2022) sống từ đầu thập niên 1960 nằm trong một con hẻm trên đường Nguyễn Kiệm, quận Phú Nhuận, vẫn luôn đầy ắp tiếng đùa vui của con cháu. Đây là nơi lui tới của rất nhiều thế hệ họa sĩ, nhà nghiên cứu, giới sưu tập và kinh doanh nghệ thuật.
Tác phẩm của Nguyễn Lâm nằm trong bộ sưu tập của Bảo tàng Mỹ thuật Việt Nam, Bảo tàng Nghệ thuật Singapore, Bảo tàng Mỹ thuật TP.HCM… cũng như trong các bộ sưu tập tư nhân khắp châu Á, châu Âu và châu Mỹ.
Từ những năm 2020 đến nay, Nguyễn Lâm đã truyền nghề lại cho con gái út là họa sĩ Lâm Lan để tiếp nối ông cho ra những tác phẩm có giá trị, được nhiều galerry nước ngoài tìm đến sưu tập.

## Phong cách nghệ thuật
Phong cách của Nguyễn Lâm chứa sự lãng mạn với những bút pháp hiện thực, ấn tượng, rồi biểu hiện, khúc giữa là những tìm tòi, thể nghiệm, để sau đó bước vào trừu tượng biểu hiện và trừu tượng. Bên cạnh phong cách trừu tượng là chủ lực (cả sơn dầu và sơn mài), ông còn vẽ tranh biểu hình, nhiều nhất là các thiếu nữ để đáp ứng hai dòng sưu tập chính.